# Vélez-Rubio
Velez Rubio är en kommun i Spanien. Den ligger i provinsen Provincia de Almería och regionen Andalusien, i den sydöstra delen av landet, 300 km söder om huvudstaden Madrid. Antalet invånare är 7 071.